# Fuoco e fiamme
Fuoco e fiamme è il quarto album in studio del gruppo musicale italiano Finley, pubblicato il 29 maggio 2012 dalla Gruppo Randa.

## Descrizione
Si tratta del primo disco prodotto dal gruppo dopo il distacco dalla EMI. L'uscita è stata preceduta dal progetto Timeline, prima diario di produzione pubblicato sul sito della band e successivamente web-serie di otto episodi prodotta dai Finley e pubblicata sul loro canale YouTube. È proprio nell'ultimo di questi episodi che la band presenta un'anteprima del brano Fuego, seguito poi dal primo singolo Fuoco e fiamme. Altri brani promossi sono stati Il meglio arriverà (in duetto con Edoardo Bennato ed estratto come secondo singolo), Olympia (The Sound of My Nation)', Bonnie e Clyde e La mia generazione, per i quali sono stati realizzati dei video musicali.

## Tracce
1. In questo istante – 3:40
2. Fuego – 3:03
3. Il meglio arriverà (feat. Edoardo Bennato) – 3:42
4. Fuoco e fiamme – 3:41
5. La mia generazione – 3:33
6. L'unica paura che non ho – 4:12
7. Un giorno perfetto – 4:10
8. Bonnie e Clyde – 3:30
9. Eva – 3:26
10. Stella polare – 4:05
11. Fantasmi – 3:54
12. Neve – 5:31
13. Olympia (The Sound of My Nation) – 3:40